# بطولة كرة القدم الألمانية 1914
بطولة كرة القدم الألمانية 1914 هو الموسم 12 من بطولة كرة القدم الألمانية ‏. أقيم خلال الفترة 3 مايو 1914 وحتى 31 مايو 1914، وأشرف على تنظيمه اتحاد ألمانيا لكرة القدم، وكان عدد الأندية المشاركة فيه 8، وفاز فيه غرويتر فورت.